# Hysterura protagma
Hysterura protagma là một loài bướm đêm trong họ Geometridae.